# Mandryl barwnolicy
Mandryl barwnolicy, mandryl (Mandrillus sphinx) – gatunek ssaka naczelnego z podrodziny koczkodanów (Cercopithecinae) w obrębie rodziny koczkodanowatych (Cercopithecidae), blisko spokrewniony z mandrylem równikowym, największy przedstawiciel koczkodanowców.

## Nazewnictwo
W polskiej literaturze zoologicznej gatunek M. sphinx był oznaczany nazwą „mandryl”. W wydanej w 2015 roku przez Muzeum i Instytut Zoologii Polskiej Akademii Nauk publikacji „Polskie nazewnictwo ssaków świata” gatunkowi nadano nazwę „mandryl barwnolicy”, rezerwując nazwę „mandryl” dla rodzaju tych naczelnych.

## Taksonomia
Gatunek po raz pierwszy zgodnie z zasadami nazewnictwa binominalnego opisał w 1758 roku szwedzki przyrodnik Karol Linneusz w 10. edycji Systema Naturae, uznawanej za początek nomenklatury zoologicznej. Autor nadał gatunkowi nazwę Simia sphinx. Miejsce typowe według oryginalnego opisu zostało błędnie wskazane na „Borneo” (łac. Habitat in Borneo), poprawione w 1976 przez Erica Delsona i Prudence Napier na Bitye, w okolicy rzeki Dja, w Kamerunie. Linneusz swój opis oparł na wcześniejszym wydaniu Systema Naturae i pracach innych autorów. W 1976 roku wyznaczono neotyp: jest to zamontowana skóra i czaszka dorosłego samca (sygnatura BMNH Mammals 1922.12.19.7) ze zbiorów Muzeum Historii Naturalnej w Londynie.
Badania molekularne sugerują, że istnieją dwie odrębne populacje M. sphinx; badanie z 2003 roku wykazało, że rzeka Ogowe w Gabonie przecina ich zasięg występowania, dzieląc je na dwie odrębne populacje: w Kamerunie i północnym oraz południowym Gabonie.
Autorzy Illustrated Checklist of the Mammals of the World uznają ten takson za gatunek monotypowy.

### Etymologia
- Mandrillus (Mandril): fr. mandrill „mandryl”, hiszp. mandril „mandryl”, od ang. mandrill „pawian”, od man „człowiek”; drill „wiertło”[28].
- sphinx: w mitologii greckiej Sfinks (gr. Σφιγξ Sphinx) był drapieżnym potworem o różnorodnym wyglądzie zamieszkałym w Tebach, który zadawał podróżnikom zagadki i rozrywał na strzępy tych, którzy odpowiedzieli niepoprawnie[29][30].

## Zasięg występowania
Mandryl barwnolicy występuje w środkowo-zachodniej Afryce, od południowego Kamerunu (na południe od rzeki Sanaga) do kontynentalnej Gwinei Równikowej, w zachodnim Gabonie (na wschodzie jego zasięg rzeki ograniczają Ivindo i Ogowe) i w południowo-zachodnim Kongu (na południe od rzeki Kouilou i w dół do rzeki Kongo). Nie występuje na wschód od rzeki Dja w Kamerunie oraz w lasach południowo-wschodniego Kamerunu.

## Morfologia

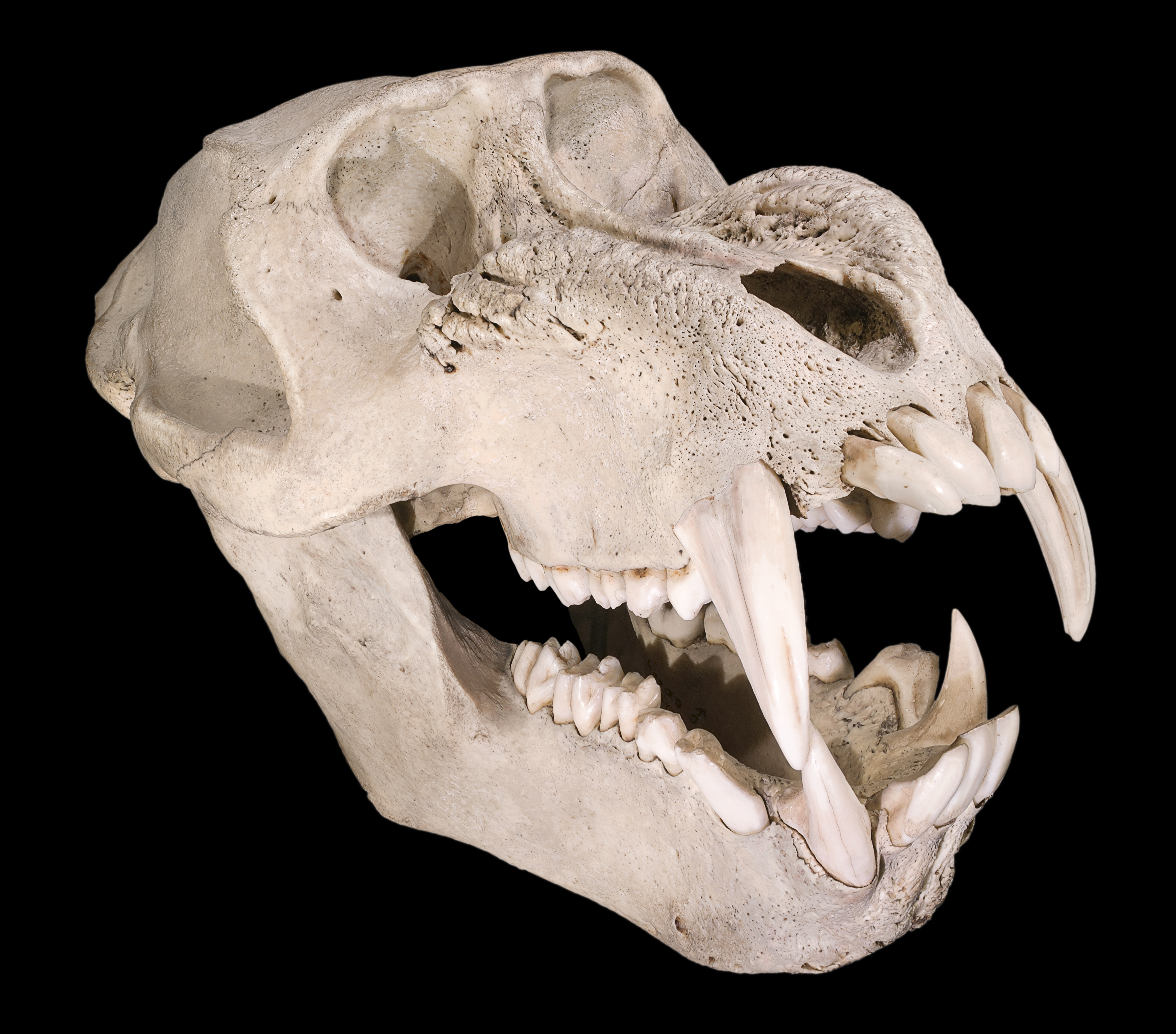
Czaszka samca Mandrillus sphinx

Długość ciała (bez ogona) samic 55–67 cm, samców 62–110 cm, długość ogona samic 5–9 cm, samców 7–10 cm; masa ciała samic 11–13 kg, samców 18–33 kg. Mandryle są największymi małpami po człekokształtnych gorylach, szympansach i orangutanach. Samce mają charakterystyczne ubarwienie. Pysk i modzele siedzeniowe są wyraźnie ubarwione na niebiesko, czerwono i fioletowo. Młode oraz samice są bardziej brązowe. Młode samce zyskują swe ubarwienie dopiero w 5–6 roku życia, gdy osiągną dojrzałość płciową.

## Ekologia

### Tryb życia
Mandryle żyją w wiecznie zielonych wilgotnych lasach równikowych. Przebywają głównie na ziemi, niekiedy także w dolnej warstwie koron drzew. Zwierzęta te tworzą grupy (haremy) liczące do 20 osobników, przewodzone są przez jednego samca i zajmują terytorium ok. 50 km². Często kilka takich grup łączy się i powstają w ten sposób duże, luźne zgrupowania.

### Pożywienie
Mandryle jedzą owoce, nasiona, korzenie, bulwy, grzyby, owady oraz niekiedy małe bezkręgowce.

### Rozmnażanie
Po ciąży trwającej 220–270 dni rodzi się 1 młode. Samice są płodne średnio co 33 dni. Dojrzałość płciową osiągają po ukończeniu 4 lat. Najdłuższy zanotowany wiek mandryla to 46 lat.

## Status i zagrożenia
W Czerwonej księdze gatunków zagrożonych Międzynarodowej Unii Ochrony Przyrody i Jej Zasobów został zaliczony do kategorii VU (ang. vulnerable ‘narażony’). Niszczenie naturalnego środowiska i nadmierne polowania (na mięso lub do hodowli w zwierzyńcach) spowodowały, że mandrylowi zagraża wymarcie. Dla jego ocalenia konieczne jest szybkie zorganizowanie rezerwatów w dżungli.